# Torre de Lethendy
A Torre de Lethendy (em inglês:  Lethendy Tower) é uma torre do século XVII localizada em Lethendy, Perth and Kinross, Escócia.

## História
Na porta leste, atualmente com um edifício mais moderno, existiu um painel com um brasão de armas de Heron e com a data inscrita '1678'.
Encontra-se classificado na categoria "B" do "listed building" desde 5 de outubro de 1971.